# Pierre Musy
Pierre Musy   (Albeuve, 25 d'agost de 1910 - Düdingen, 21 de novembre de 1990) va ser un pilot de bobsleigh i genet suís que va competir durant les dècades de 1930 i 1940. Posteriorment exercís tasques diplomàtiques.
El 1936 va prendre part en els Jocs Olímpics d'Hivern de Garmisch-Partenkirchen, on guanyà la medalla d'or en la prova de bobs a 4 del programa de bobsleigh. Va formar equip amb Arnold Gartmann, Charles Bouvier i Joseph Beerli. Com a pilot de bobsleigh també destaca una medalla de plata al Campionat del Món de Bobsleigh de 1935.
El 1948, un cop finalitzada la Segona Guerra Mundial, va disputar els Jocs Olímpics d'Estiu de Londres, on va disputar dues proves del programa d'hípica. Fou quart en el concurs complet per equips i trenta-dosè en el concurs complet individual.
Era fill de Jean-Marie Musy, que fou President de la Confederació Suïssa el 1925 i 1930. Es graduà en dret per la Universitat de Berna. Entre 1931 i 1939 va treballar en diversos bancs locals i federals a Ginebra. Va ocupar diversos càrrecs militars entre 1938 i 1960, i va servir com a agregat militar suís a Orient Mitjà (1951-1954) i diversos països europeus (1954-1961). Entre 1963 i 1967 va dirigir el Servei Suís d'Intel·ligència Militar, i després va ser nomenat president de FC Fribourg.